# Carumas
Carumas es una localidad peruana ubicada en la región Moquegua, provincia de Mariscal Nieto, distrito de Carumas. Es asimismo capital del distrito de Carumas. Se encuentra a una altitud de 3023 m s. n. m. Tenía una población de habitantes en 1993.

## Clima
| Parámetros climáticos promedio de Carumas | Parámetros climáticos promedio de Carumas | Parámetros climáticos promedio de Carumas | Parámetros climáticos promedio de Carumas | Parámetros climáticos promedio de Carumas | Parámetros climáticos promedio de Carumas | Parámetros climáticos promedio de Carumas | Parámetros climáticos promedio de Carumas | Parámetros climáticos promedio de Carumas | Parámetros climáticos promedio de Carumas | Parámetros climáticos promedio de Carumas | Parámetros climáticos promedio de Carumas | Parámetros climáticos promedio de Carumas | Parámetros climáticos promedio de Carumas |
| Mes                                       | Ene.                                      | Feb.                                      | Mar.                                      | Abr.                                      | May.                                      | Jun.                                      | Jul.                                      | Ago.                                      | Sep.                                      | Oct.                                      | Nov.                                      | Dic.                                      | Anual                                     |
| ----------------------------------------- | ----------------------------------------- | ----------------------------------------- | ----------------------------------------- | ----------------------------------------- | ----------------------------------------- | ----------------------------------------- | ----------------------------------------- | ----------------------------------------- | ----------------------------------------- | ----------------------------------------- | ----------------------------------------- | ----------------------------------------- | ----------------------------------------- |
| Temp. máx. media (°C)                     | 20.3                                      | 20.1                                      | 20                                        | 19.9                                      | 19                                        | 18.7                                      | 18.3                                      | 18.9                                      | 19.9                                      | 20.6                                      | 21.1                                      | 21                                        | 19.8                                      |
| Temp. media (°C)                          | 13.3                                      | 13.3                                      | 12.9                                      | 12.2                                      | 10.8                                      | 10                                        | 9.4                                       | 10                                        | 11.4                                      | 12.1                                      | 12.7                                      | 13.2                                      | 11.8                                      |
| Temp. mín. media (°C)                     | 6.3                                       | 6.5                                       | 5.9                                       | 4.5                                       | 2.7                                       | 1.3                                       | 0.6                                       | 1.2                                       | 3                                         | 3.6                                       | 4.4                                       | 5.4                                       | 3.8                                       |
| Fuente: climate-data.org                  |                                           |                                           |                                           |                                           |                                           |                                           |                                           |                                           |                                           |                                           |                                           |                                           |                                           |